# Estació de Figaró
Figaró és el nom oficial de l'estació de ferrocarril propietat d'Adif situada a la població del Figueró, a la comarca del Vallès Oriental.
L'estació pertany a la línia de Barcelona a Ripoll, per on circulen trens de la línia R3 de Rodalies de Catalunya, operat per Renfe Operadora.

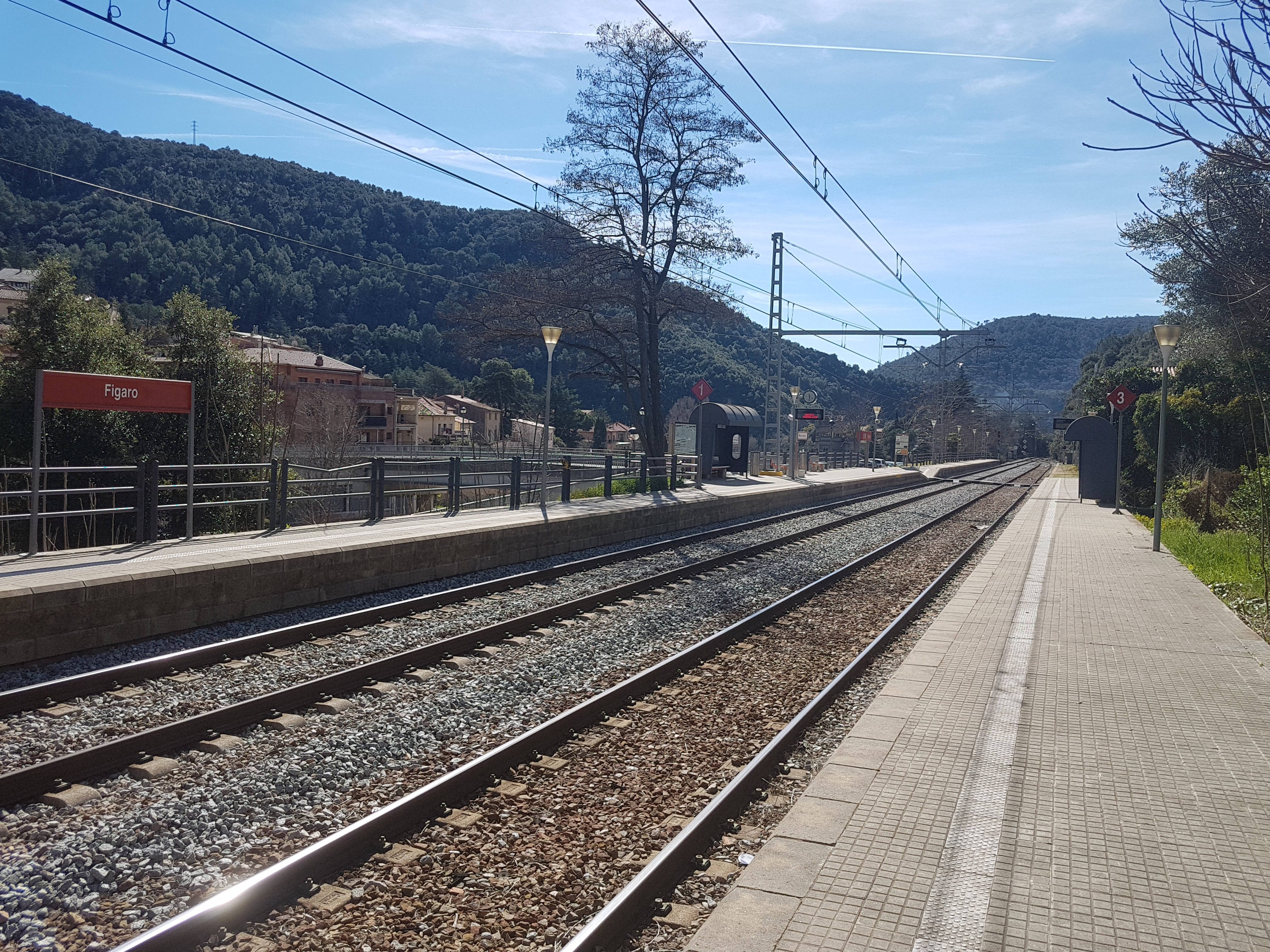
L'actual baixador de 2 vies.

Aquesta estació de l'antiga línia de Barcelona a Sant Joan de les Abadesses (actualment el tram Ripoll - Sant Joan és una via verda) va entrar en servei l'any 1875 quan es va obrir el tram entre Granollers i Vic.
L'any 2016 va registrar l'entrada de 36.000 passatgers.

## Serveis ferroviaris
| Rodalia de Barcelona      |            |       |                         |                        |
| Procedència/Destinació    | <          | Línia | >                       | Procedència/Destinació |
| L'Hospitalet de Llobregat | La Garriga |       | Sant Martí de Centelles | Vic¹                   |

¹ Els regionals cadenciats direcció Ripoll / Ribes de Freser / Puigcerdà / La Tor de Querol no efectuen parada en aquesta estació.